# Bliss
 Denne artikel omhandler en danske musikgruppe. Opslagsordet har også en anden betydning, se Bliss (månekrater).
Bliss er en dansk musikgruppe, der spiller New Age og elektronisk musik. Gruppen er bedst kendt for nummeret "Lost Soul", der siden tredje sæson, har fungeret som et slags tema for Robinson Ekspeditionens ø-råd.

## Diskografi
- Afterlife, (Only Denmark 2001) [1]
- Quiet Letters, (released 2003)[1]
- Quiet Letters (u.s. edition), (released 2003)[1]
- Afterlife, (Re-released 2005)[1]
- They Made History, (released 2005)[1]
- Quiet Letters/Quiet Reconstructions, (released 2006)[1]
- No One Built This Moment, (released 2009)[1]
- Greatest Hits, (only Digital release 2011)[1]
- So Many of Us, (released May 2013)[1]